# Lijst van Panamese eilanden
Dit is een lijst van eilanden in Panama.
- Bocas del Toro-archipel
  - Isla Bastimentos
  - Isla Colón
- Cañas
- Cébaco
- Coiba
- Golf van Chiriqui-eilanden
  - Isla Boca Brava
  - Isla Parida
  - Isla Sevilla
- Golf van Panama-eilanden
  - Panama Baai-eilanden
    - Causeway-eilanden
    - Otoque
    - Taboga
    - Taboguilla

  - Pareleilanden
    - Isla Bayoneta
    - Isla de Boyarena
    - Isla Canas
    - Isla Casaya
    - Isla Casayeta
    - Isla Chapera
    - Isla Contadora
    - Isla del Rey
    - Isla Espirito Santos
    - Isla Galera
    - Isla Gibraleón
    - Isla José
    - Isla la Mina
    - Isla Mogo Mogo
    - Isla Monte
    - Isla Pacheca
    - Isla Pedro Gonzalez
    - Isla Saboga
    - Isla San Blas
    - Isla San Jose
    - Isla San Telmo
    - Isla Viveros
- Gatunmeereilanden
  - Isla Barro Colorado
- Isla Escudo de Veraguas
- Isla Grande
- Isla Mamey
- Isla Montuosa
- Jicarón
- San Blas Islands
- Islas Secas